# USS Indianapolis (CA-35)
La USS Indianapolis (CA-35) è stato un incrociatore pesante della classe Portland, della United States Navy, che ha guadagnato un posto nella storia in seguito alle vicende legate al suo affondamento. In quella circostanza si registrò la seconda maggior perdita di vite umane in un unico evento della storia della marina degli Stati Uniti, con 880 vittime, inferiore solo a quello occorso nell'affondamento della USS Arizona (BB-39) durante l'attacco di Pearl Harbor. Dopo aver consegnato il 26 luglio 1945 alla base di Tinian parti critiche per l'assemblaggio del primo ordigno atomico poi lanciato su Hiroshima, si trovava nel Mare delle Filippine quando il 30 luglio 1945 alle ore 00:14 fu attaccata e affondata da un sommergibile giapponese. Durante i quattro giorni di attesa dei soccorsi dopo l'affondamento, la maggior parte dell'equipaggio perse la vita per disidratazione (accelerata dall'esposizione al sole) e attacchi di squali. La Indianapolis è stata una delle ultime unità statunitensi affondate durante la seconda guerra mondiale, precedendo di pochi giorni la perdita del sommergibile USS Bullhead (SS-332) affondato dai giapponesi il 6 agosto 1945.
Era la seconda nave da guerra statunitense a portare il nome della città di Indianapolis, ed era stata costruita dalla New York Shipbuilding a Camden (New Jersey) il 31 marzo 1930. Madrina del varo, il 7 novembre 1931, fu Lucy Taggart, figlia del senatore Thomas Taggart, ex sindaco di Indianapolis. Entrò in servizio al Philadelphia Navy Yard il 15 novembre 1932, al comando del capitano John M. Smeallie.

## Sviluppo

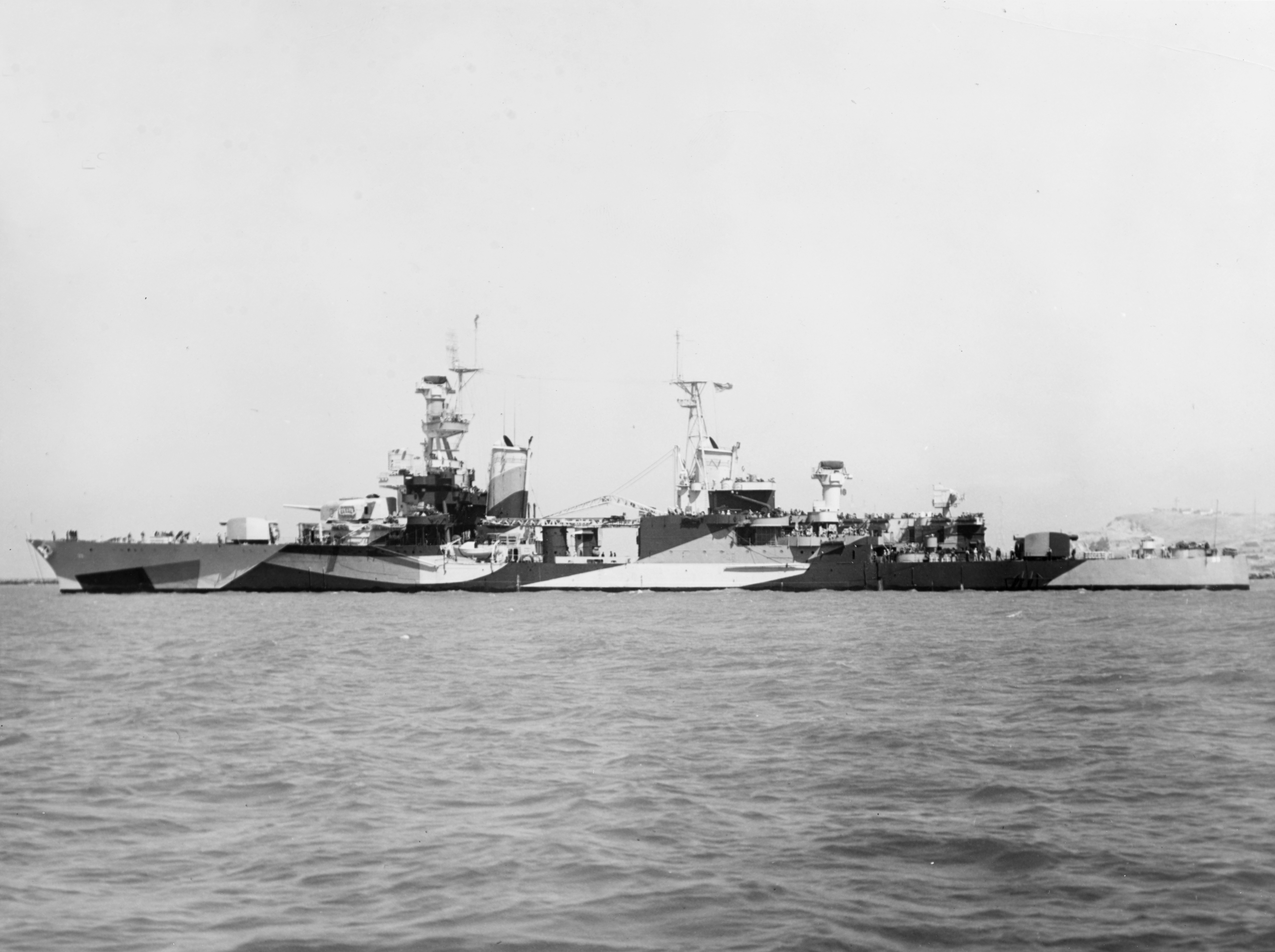
L'incrociatore Portland

La costruzione dei nuovi incrociatori classe Portland per l'US Navy fu intrapresa all'inizio degli anni trenta. Il disegno era largamente basato su quelli immediatamente precedenti classe Northampton, entrati in servizio tra il 1928 e il 1931 anche se la costruzione fu affidata a cantieri privati e non agli arsenali della marina. Come i Northampton, anche gli incrociatori Portland risentivano delle limitazioni imposte dal trattato di Washington alla produzione di armamenti, ma presentavano sovrastrutture di diverso disegno e un potenziamento dell'armamento secondario, basato su cannoni da 127 mm. Apparato motore e protezione erano invece immutati.
In origine era prevista la costruzione di cinque navi, con gli hull classification symbol compresi tra CA-32 e CA-36, ma nel frattempo era già stato avviato il progetto delle unità successive (con lo hull symbol tra CA-37 e CA-41), che presentavano caratteristiche talmente superiori da indurre i vertici della marina a una riclassificazione per integrare nuove specifiche costruttive. Dato che la costruzione dei primi due esemplari era stata appaltata a cantieri privati, il cambiamento delle specifiche sarebbe stato eccessivamente oneroso per cui si decise di completare i primi due incrociatori secondo il progetto originale, e introdurre le modifiche a partire dalla terza unità. Soltanto le prime due navi, Portland e Indianapolis, quindi formarono la classe Portland. Le due navi disponevano di una corazzatura carente, che proteggeva solo le aree vitali, secondo lo schema che caratterizzava gli incrociatori protetti, a differenza dei veri incrociatori pesanti. Il risultato fu che le due navi erano molto veloci grazie al potente apparato motore e al profilo insellato dello scafo, ma avevano una vulnerabilità elevata e una scarsa galleggiabilità, al punto che l'ammiraglio Raymond Spruance ebbe a dire che le unità "non avrebbero resistito neppure a un siluro".

## Servizio

### Tra le due guerre

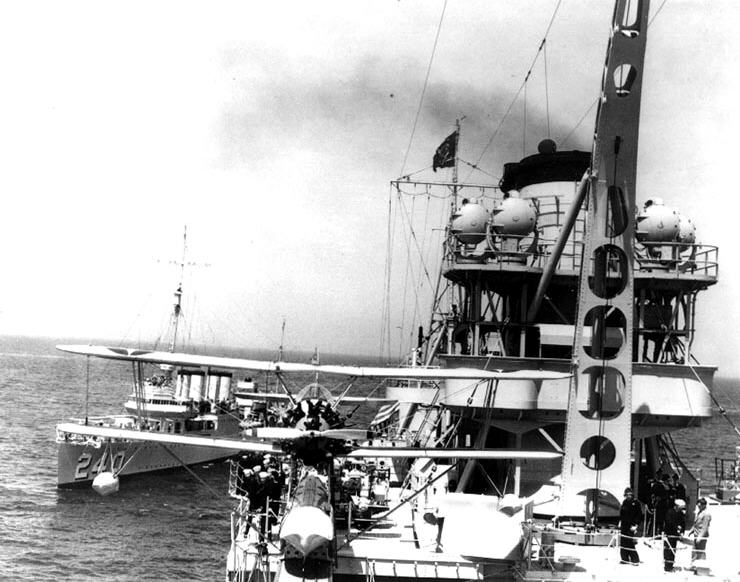
Il cacciatorpediniere USS Sturtevant (DD-240) in avvicinamento, ripreso dall'Indianapolis. La foto fu scattata al largo di New York, il 31 maggio 1934, durante l'ispezione della flotta da parte del Presidente degli Stati Uniti. Un aereo da ricognizione OS2U Kingfisher è sulla catapulta di dritta dell'incrociatore. Da notare la gru di bordo, i riflettori e la bandiera presidenziale che sventola sulla cima dell'albero di maestra.

Dopo un periodo di collaudo nell'Oceano Atlantico e nella baia di Guantánamo fino al 23 febbraio 1932, la Indianapolis eseguì le prime manovre di addestramento nella Zona del Canale di Panama e nel Pacifico al largo del Cile. In seguito a una revisione presso il Philadelphia Navy Yard, l'incrociatore fece rotta verso il Maine per imbarcare il presidente Roosevelt, che si trovava a Campobello Island, nella provincia canadese di Nuovo Brunswick, il 1º luglio 1933. Una volta sbarcato il presidente ad Annapolis, l'incrociatore il 4 luglio 1933 tornò al Philadelphia Navy Yard.
La nave operò come ammiraglia per tutto il resto della sua carriera di pace, e accolse nuovamente a bordo Roosevelt a Charleston in Carolina del Sud il 18 novembre 1936, per fare rotta verso il Sudamerica. Dopo aver trasportato il Presidente a Rio de Janeiro, Buenos Aires e Montevideo in visita di Stato, tornò a Charleston dove attraccò il 15 dicembre, permettendo alla squadra presidenziale di scendere a terra.

### Pearl Harbor e l'ingresso nella seconda guerra mondiale
La Indianapolis scampò all'attacco giapponese di Pearl Harbor, perché il 7 dicembre 1941 stava simulando un bombardamento di Johnston Island a capo della Task Force 3 (TF 3). In seguito, si unì alla Task Force 12 (TF 12) e diede la caccia ai mezzi giapponesi che secondo i rapporti si trovavano ancora nelle vicinanze.

### 1942
La prima missione nel Sud del Pacifico ebbe luogo in acque dominate dai Giapponesi, 563 km a sud di Rabaul, in Nuova Britannia. Nella tarda serata del 20 febbraio 1942 le navi statunitensi furono attaccate da due ondate di 18 bombardieri bimotore. Nella battaglia 16 velivoli furono abbattuti dalle batterie antiaeree americane o dagli aerei decollati dalla portaerei Lexington. Le navi evitarono danni e riuscirono ad abbattere due idrovolanti giapponesi che le stavano tallonando. Il 10 marzo la Task Force 11, con ammiraglia la Indianapolis e altri 7 incrociatori più 14 cacciatorpediniere, rinforzata dalla Task Force 17 della portaerei Yorktown attaccò due porti controllati dal nemico a Lae e Salamaua, in Nuova Guinea, dove l'Esercito imperiale giapponese stava mobilitando forze anfibie. I 104 aerei americani decollati alle 08:00 circa dalle due portaerei nel golfo di Papua, al comando del vice ammiraglio Brown, sfruttarono a pieno il fattore sorpresa raggiungendo i porti da sud, attraversando l'alta catena montuosa dei monti Owen Stanley e dividendosi in due gruppi; un primo gruppo formato dai velivoli da ricognizione e bombardamento a tuffo SBD Dauntless appartenenti alla VS-2 della Lexington colpì il porto di Lae, mentre i bombardieri e gli aerosiluranti (squadriglie VT-2 e VB-2 della Lexington seguite dalle squadriglie VB-5 e VT-5 della Yorktown), non contrastati da alcuna CAP giapponese, eccettuati alcuni idrovolanti, si divisero nelle rispettive squadriglie e in due ondate intervallate da 15 minuti attaccarono alle 09:38 le imbarcazioni nemiche all'ancora. Tre navi da trasporto furono affondate e le altre gravemente danneggiate; i caccia F4F Wildcat del VF-42 di scorta abbatterono anche svariati velivoli giapponesi decollati per impedire l'attacco. Un solo SBD-2 fu abbattuto dalla contraerea nipponica e subito dopo il rientro dei velivoli le due Task Force fecero rotta a 20 nodi verso sud-est lasciando l'area.

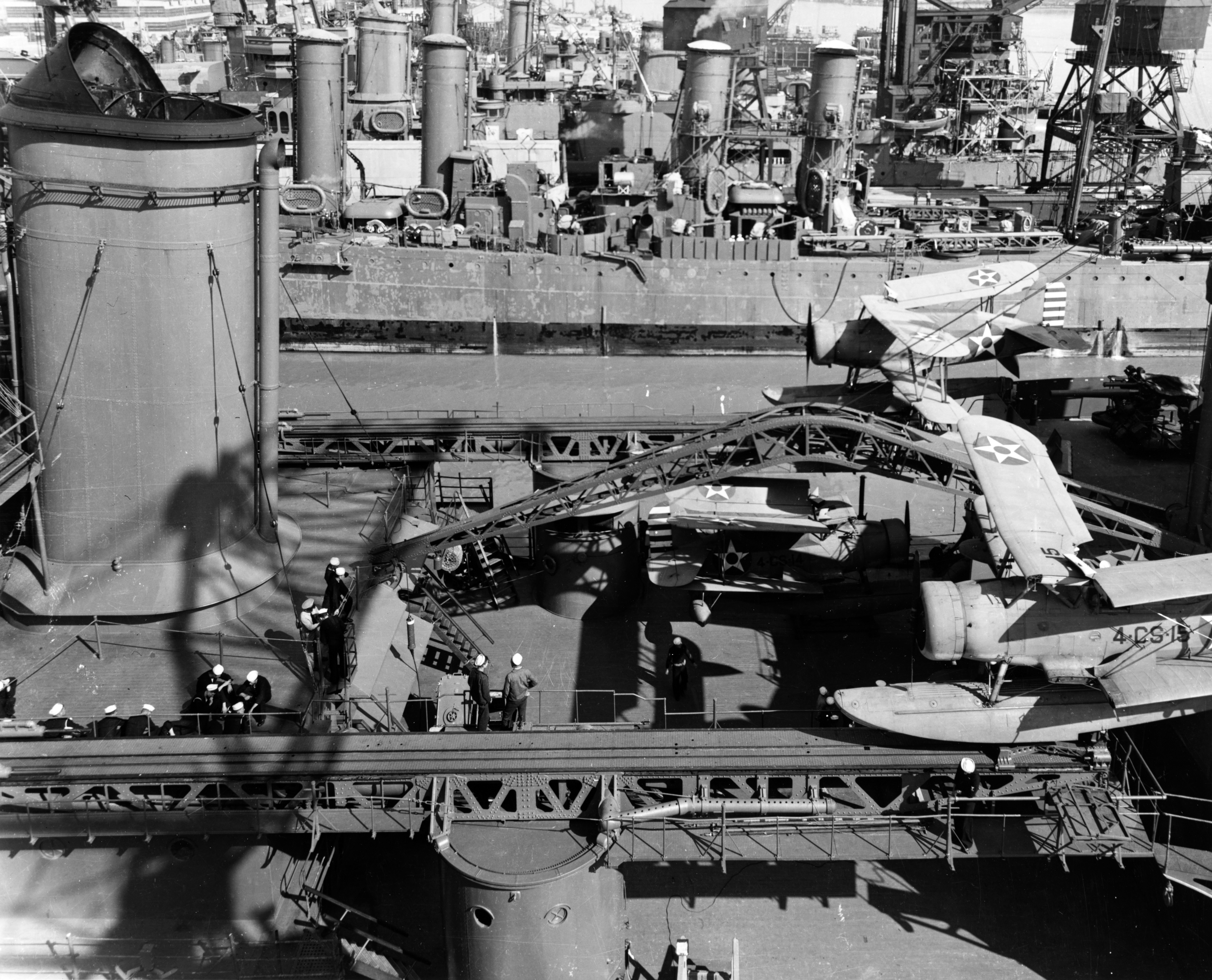
Il ponte della Indianapolis fotografato da terra dopo la revisione, al Mare Island Naval Shipyard il 19 aprile 1942. Notare in primo piano la ciminiera, le catapulte e un aereo Curtiss SOC Seagull. Sullo sfondo l'incrociatore leggero.

La Indianapolis tornò negli USA per riparazioni e modifiche presso il Mare Island Naval Shipyard. Dopo i lavori, la nave scortò un convoglio per l'Australia, quindi si diresse verso il Pacifico settentrionale dove i giapponesi avevano messo in difficoltà gli statunitensi. I marinai furono costretti a combattere in condizioni precarie, per il freddo, per la nebbia persistente e imprevedibile, per la pioggia e l'acquaneve continue e infine per le tempeste improvvise con vento violento e mareggiate.
Il 7 agosto, il gruppo di navi a cui la Indianapolis era aggregata trovò una breccia nella nebbia che proteggeva i giapponesi a Kiska e metteva in pericolo le navi sulle coste frastagliate e non del tutto mappate. I cannoni da 203 mm della Indianapolis aprirono il fuoco insieme con quelli delle altre navi. Anche se la nebbia riduceva la visuale, i ricognitori decollati dalle portaerei riferirono di aver visto navi in affondamento nel porto e incendi sulle installazioni di terra. L'attacco americano fu così improvviso che passarono 15 minuti prima che le batterie nemiche rispondessero al fuoco e alcune di esse spararono verso il cielo credendo a un bombardamento aereo. La maggior parte delle batterie fu neutralizzata dalle navi. A questo punto intervennero alcuni sommergibili giapponesi, subito attaccati con bombe di profondità dai cacciatorpediniere statunitensi. Un successivo attacco da parte di idrovolanti nipponici fu altrettanto inefficace. L'operazione fu considerata un successo nonostante vi fossero poche informazioni sui risultati a causa della nebbia. Essa dimostrò tra l'altro la necessità di tenere basi più vicine alle isole controllate dal nemico. Di conseguenza quello stesso mese la marina americana conquistò l'isola di Adak mettendo a disposizione degli Alleati un punto di appoggio per i mezzi di terra e per gli aerei molto più in là della catena che va da Dutch Harbor a Unalaska.

### 1943

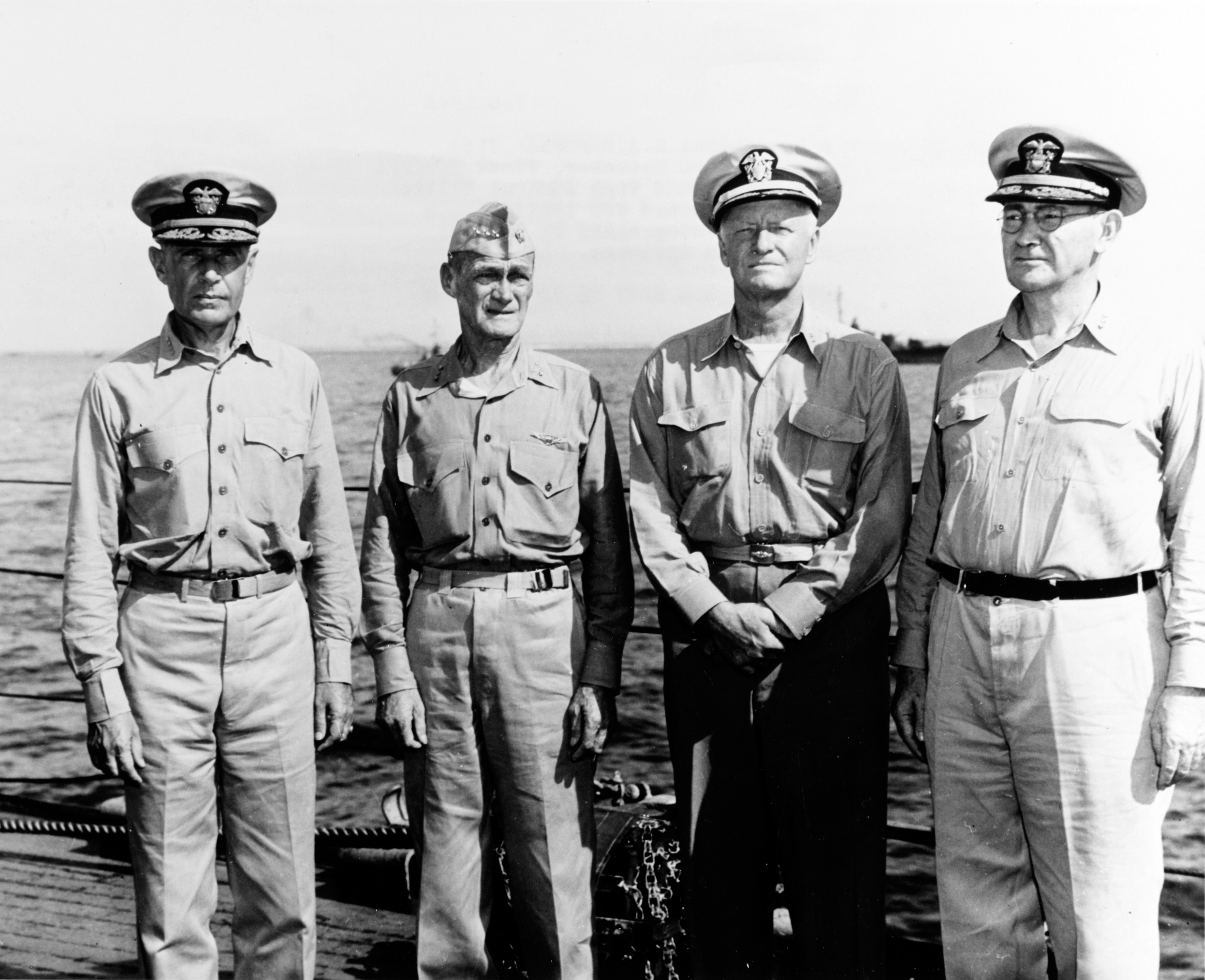
Da sinistra a destra: l'ammiraglio Raymond Spruance, il vice ammiraglio Marc Mitscher, l'ammiraglio di flotta Chester Nimitz e il vice ammiraglio Willis Lee a bordo della USS Indianapolis nel febbraio 1945

In gennaio, la Indianapolis fornì supporto all'occupazione di Amchitka, che si sarebbe rivelata per gli Alleati un'altra utile base nelle Isole Aleutine. La notte del 19 febbraio, mentre stava pattugliando assieme a due cacciatorpediniere la zona a sudovest di Attu nella speranza di incrociare navi nemiche che trasportavano rinforzi e approvvigionamenti a Kiska e alla stessa Attu, la Indianapolis intercettò il cargo giapponese Akagane Maru. Quest'ultimo tentò di rispondere al fuoco, ma fu affondato dal ben più potente avversario. La Akagane Maru esplose con un enorme boato (probabilmente trasportava tonnellate di munizioni) e non lasciò sopravvissuti. Durante la primavera e l'estate l'incrociatore operò nelle acque delle Aleutine scortando i convogli americani e coprendo gli attacchi anfibi. Nel mese di maggio gli Alleati riuscirono a riconquistare Attu, che fu il primo territorio statunitense occupato dai giapponesi a essere recuperato. Una volta messa al sicuro Attu, le forze statunitensi si concentrarono su Kiska, l'ultima roccaforte nemica nelle Aleutine. Non ci fu bisogno di spargimenti di sangue in quanto i giapponesi riuscirono a evacuare l'intera guarnigione sotto una spessa cappa di nebbia prima dello sbarco alleato del 15 agosto.
Dopo essere stata rifornita a Mare Island, la Indianapolis fece rotta per le Hawaii dove divenne la nave di bandiera del vice ammiraglio Raymond Spruance, comandante in capo della Quinta Flotta. Prese il largo da Pearl Harbor con il corpo di spedizione principale della Southern Attack Force per realizzare l'Operazione Galvanic, cioè l'invasione delle Isole Gilbert. Il 19 novembre ebbe inizio il bombardamento dell'atollo di Tarawa e il giorno successivo puntò verso Butaritari (vedi battaglia di Makin). Poi ritornò a Tarawa dove fornì fuoco di copertura alle truppe per lo sbarco. Quel giorno la Indianapolis abbatté un aereo nemico e distrusse diversi capisaldi giapponesi mentre la fanteria faticava non poco a vincere la sanguinosa e costosa battaglia di Tarawa. Continuò a bombardare finché l'isola, che ormai era stata praticamente rasa al suolo, non fu dichiarata sicura tre giorni dopo. La successiva conquista delle Isole Marshall, durante la quale l'incrociatore era ancora la nave ammiraglia della Quinta Flotta, deve molto al vantaggio strategico scaturito dalle vittorie presso le Isole Gilbert.

### 1944

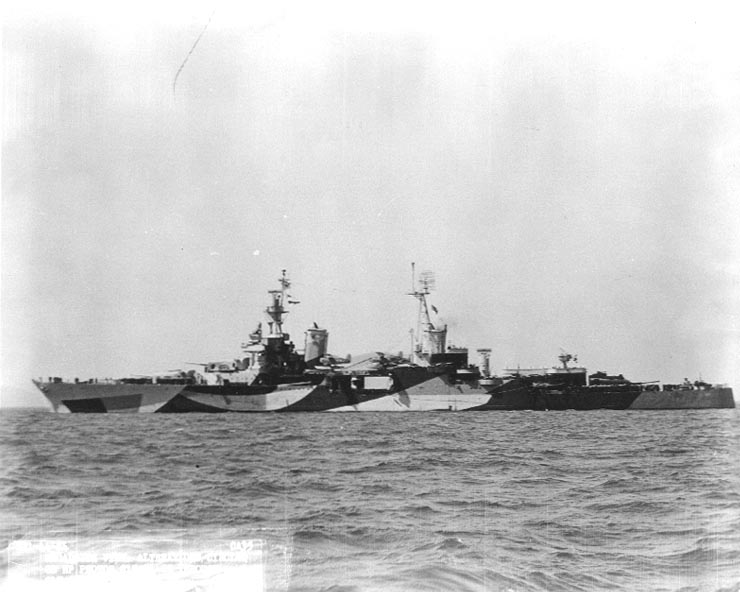
La Indianapolis al largo di San Francisco, il primo maggio 1944

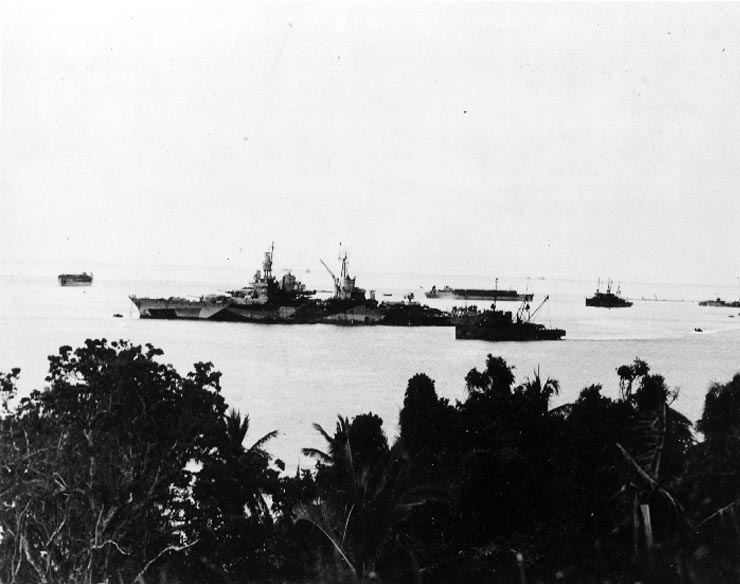
La Indianapolis in una base del Pacifico, nell'estate del 1944

In quest'anno l'incrociatore si riaggregò alla sua Task Force a Tarawa, e alla vigilia del D-Day, il 31 gennaio 1944, faceva parte del gruppo che bombardò l'atollo di Kwajalein. Il 1º febbraio successivo l'attacco continuò, e la Indianapolis neutralizzò due batterie nemiche a terra. Il giorno successivo la nave riuscì a distruggere un fortino e altre installazioni, e in seguito supportò l'avanzare delle truppe di terra con del fuoco di copertura. Dopo essere entrata nella baia il 4 febbraio, la Indianapolis vi rimase fino a quando la resistenza nemica non fu fiaccata.
Nel periodo di marzo e aprile, l'incrociatore, che era ancora ammiraglia della Quinta Flotta, attaccò le Caroline Occidentali. Gli aerei bombardarono Palau gli ultimi due giorni di marzo, avendo come primo obiettivo la distruzione delle molte imbarcazioni presenti. Affondarono tre cacciatorpediniere, diciassette cargo, cinque petroliere e danneggiarono altre diciassette navi. In più, gli aeroporti delle isole furono bombardati, e le acque circostanti furono minate per impedire la fuga alle navi nemiche. Yap e Ulithi furono colpite il 31 e Woleai il 1º aprile. Durante i tre giorni di attacco, gli aerei giapponesi attaccarono la flotta statunitense, ma furono abbattuti senza riportare danni. In particolare la Indianapolis abbatté il suo secondo aereo, un aerosilurante, e i nipponici persero in tutto 160 velivoli, compresi i 46 distrutti a terra. L'insieme degli attacchi riuscì nell'obiettivo di impedire alle consistenti forze giapponesi alle Caroline di interferire con gli sbarchi statunitensi in Nuova Guinea.
In giugno, la Quinta Flotta fu impegnata nell'assalto alle isole Marianne. I raid su Saipan (vedi battaglia di Saipan) incominciarono attraverso i caccia delle portaerei l'11 giugno, e in seguito, a partire dal 13, vi furono i bombardamenti dalle navi, nei quali il ruolo della Indianapolis fu fondamentale. Il giorno del D-Day, il 15 giugno, l'ammiraglio Spruance ricevette informazioni su una grande flotta dell'Impero giapponese composta da corazzate, portaerei, incrociatori e cacciatorpediniere che stava puntando a sud per proteggere la guarnigione delle Marianne sotto attacco. Dato che le operazioni anfibie a Saipan andavano protette a tutti i costi, l'ammiraglio non poteva distogliere i suoi cannoni più pesanti dalla scena. Di conseguenza un gruppo di portaerei veloci fu inviato a nord per intercettare l'avanzata nipponica, un altro incominciò a bombardare Iwo Jima e Chichi-jima nelle Isole Ogasawara, che costituivano delle basi per potenziali attacchi aerei nemici.
Il 19 giugno ebbe inizio la battaglia del Mare delle Filippine. Le portaerei giapponesi, che speravano di riuscire a rifornirsi di carburante e munizioni a Guam e Tinian per poi attaccare gli americani in mare aperto, furono intercettate dagli aerei e dai cannoni degli Alleati. Quel giorno la marina americana riuscì a neutralizzare 400 aerei nipponici perdendone soltanto diciassette. La Indianapolis riuscì ad abbattere un aerosilurante. La serie di combattimenti aerei di quei giorni divenne nota tra gli equipaggi come Marianas Turkey Shoot ("il tiro al tacchino delle Marianne"), a indicare una situazione (in questo caso alle Marianne) in cui si può stangare quasi impunemente il nemico. Con la distruzione della resistenza aerea giapponese, i caccia americani silurarono la portaerei Hiyo, due cacciatorpediniere e una petroliera e danneggiarono gravemente altre unità navali. Altre due portaerei nipponiche, la Shokaku e la Taiho, furono invece silurate da sommergibili.
La Indianapolis fece ritorno a Saipan il 23 giugno per riprendere a coprire le truppe e sei giorni dopo si spostò a Tinian per distruggere le installazioni di terra dell'isola. Nel frattempo, anche Guam era stata catturata, e la Indianapolis fu la prima nave americana a entrare ad Apra Harbor dopo la sua occupazione all'inizio della guerra. Nelle successive settimane la nave operò alle Marianne, si spostò presso le Caroline Occidentali dove erano previsti nuovi sbarchi, dal 12 al 29 settembre bombardò l'isola di Peleliu nelle Palau, sia prima sia dopo lo sbarco. Fece poi rotta verso Manus nelle Isole dell'Ammiragliato, dove fu sottoposta a lavori per dieci giorni prima di fare ritorno al Mare Island Navy Yard, il cantiere navale californiano.

### 1945

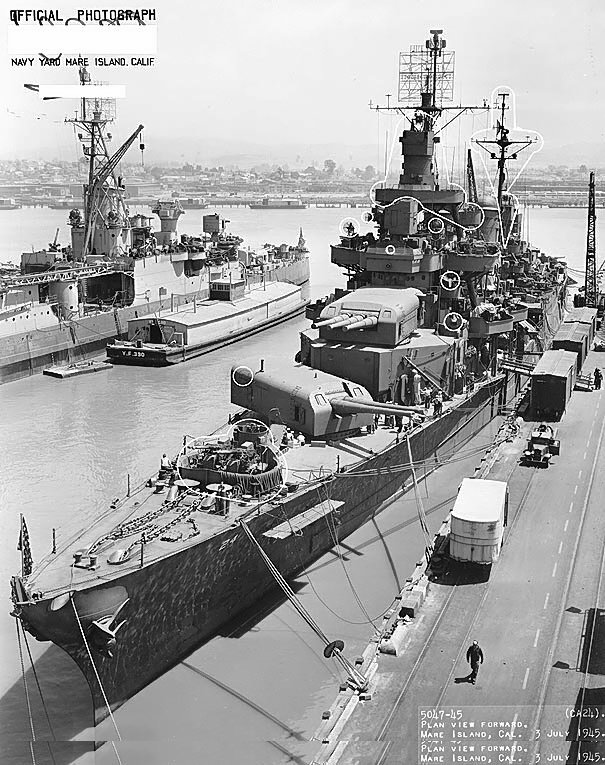
Al Mare Island Navy Yard, la (in primo piano) e la Indianapolis (a sinistra) alla fine dell'ultima revisione della loro storia il 3 luglio 1945. I cerchi evidenziano le modifiche apportate, soprattutto di natura elettronica.

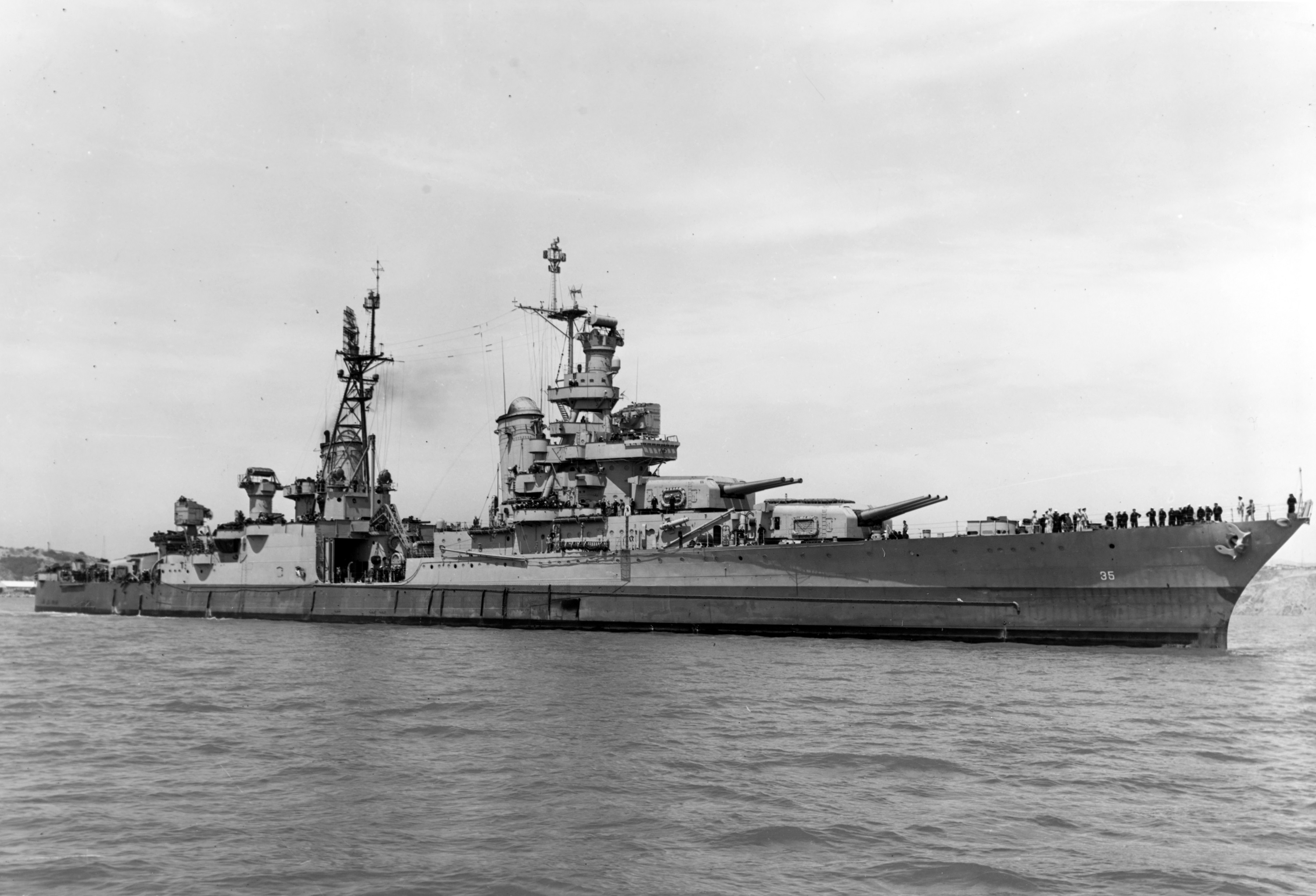
La Indianapolis al largo di Mare Island, il 10 luglio 1945

Dopo essere stata revisionata, la Indianapolis si unì alla task force 58, composta di portaerei veloci, corazzate e incrociatori, del vice ammiraglio Marc Mitscher il 14 febbraio 1945, due giorni prima di compiere il primo attacco su Tokyo dopo il Doolittle Raid. L'operazione coprì lo sbarco americano a Iwo Jima, previsto per il 19 febbraio, distruggendo le basi aeree e altre installazioni giapponesi in madrepatria. Il fattore sorpresa fu sfruttato avvicinandosi alle coste nipponiche durante una mareggiata, e gli attacchi misero sotto pressione i nemici per due giorni. Nei due giorni tra il 16 e il 17 febbraio, la US Navy perse 49 aerei e abbatté 499 velivoli nemici, a terra o in volo. Questo fattore 10 a 1 di vittorie fu accompagnato dall'affondamento da parte della task force di Mitscher di una portaerei, nove navi da difesa costiera, un cacciatorpediniere, due cacciatorpediniere di scorta e una nave cargo. In più, gli americani riuscirono a distruggere molti hangar, magazzini, installazioni aeree, fabbriche e altri obiettivi legati all'industria giapponese. La Indianapolis giocò un fondamentale ruolo di supporto in queste azioni.
Portato a compimento l'attacco su Tokyo, la Task Force si mosse verso Bonin per partecipare alla battaglia di Iwo Jima; la Indianapolis era l'ammiraglia della Task Force 50, e raggiunse l'area il giorno dello sbarco, insieme con le corazzate North Carolina e Washington, e i due incrociatori leggeri Santa Fe e Biloxi. L'incrociatore mantenne la posizione fino al 1º marzo, a protezione dei mezzi anfibi e bombardando ogni oggetto sulla spiaggia. Poi si riunì alla task force dell'ammiraglio Mitscher in tempo per ritornare a bombardare Tokyo il 25 febbraio e Hachijō (al largo della costa meridionale di Honshū) il giorno successivo. Nonostante le pessime condizioni meteo, le forze americane riuscirono a distruggere altri 158 aerei, ad affondare cinque piccole navi e a danneggiare diverse infrastrutture e molti treni.
A questo punto agli Alleati necessitavano di una base vicino alle isole giapponesi per tenere i nipponici sotto pressione, e Okinawa nelle Ryūkyū sembrava l'ideale. Per catturarla con le minime perdite possibili, gli aeroporti nel Sud del paese del Sol Levante dovevano essere resi inabili a lanciare una reazione. In questa logica, la Indianapolis con il resto della Task Force partì da Ulithi il 14 marzo e procedette lungo le coste giapponesi. Il 18 dello stesso mese, da una posizione 100 miglia a sudest di Kyūshū, i cannoni incominciarono gli attacchi contro i campi aerei dell'isola, contro le navi giapponesi nei porti di Kōbe e Kure, e contro la parte sud di Honshū. Dopo aver localizzato il nemico, lo Stato Maggiore imperiale inviò uno stormo di 48 aerei per cercare di neutralizzare le navi, ma la metà di essi fu abbattuta quando mancavano ancora 60 miglia di viaggio per raggiungerle. Prima della fine della battaglia, anche il resto degli attaccanti era stato abbattuto.
I bombardamenti su Okinawa incominciarono il 24 marzo, e per sette giorni la Indianapolis scaricò i suoi pezzi da 203 mm sulle strutture di difesa costiere. Nel frattempo, i caccia nipponici tentarono di attaccare le navi americane, ma l'equipaggio dell'incrociatore riuscì ad abbatterne sei e danneggiarne gravemente altri due. Il 31 marzo, all'alba le vedette individuarono improvvisamente un velivolo nemico in volo verticale nei pressi dell'Indianapolis. I cannoni da 20 mm aprirono il fuoco, ma solo 15 secondi dopo la segnalazione il caccia era sopra la nave. I traccianti lo colpirono, ma anche mentre sbandava l'abile pilota nipponico riuscì a sganciare la sua bomba da un'altezza di soli 7-8 metri, e riuscì a schiantarsi nei pressi del portello di poppa. Il velivolo affondò poi innocuo nelle acque del Pacifico, ma la bomba penetrò attraverso il soffitto e la sala mensa dell'equipaggio, cadde passando per il compartimento di ormeggio e vicino ai serbatoi di carburante, finché non sfondò la chiglia, precipitò ed esplose nel mare sottostante. Nella chiglia la bomba provocò due falle e allagò i due compartimenti vicini uccidendo nove uomini. Anche se la nave si inclinò leggermente verso poppa e verso il portello, non ci furono ulteriori allagamenti e l'incrociatore si mosse verso una nave di supporto per le riparazioni di emergenza. Un'ispezione più approfondita rivelò che gli assi delle eliche e i serbatoi del carburante erano danneggiati, così come l'impianto per la distillazione dell'acqua. Nonostante tutto, l'incrociatore riuscì a compiere il lungo viaggio attraverso il Pacifico in direzione di Mare Island con le proprie forze.

### Affondamento

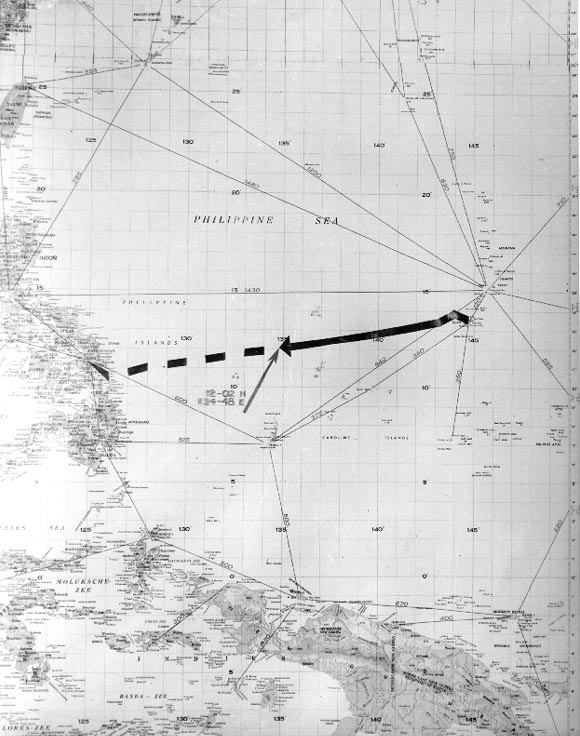
La rotta prevista dell'USS Indianapolis da Guam alle Filippine

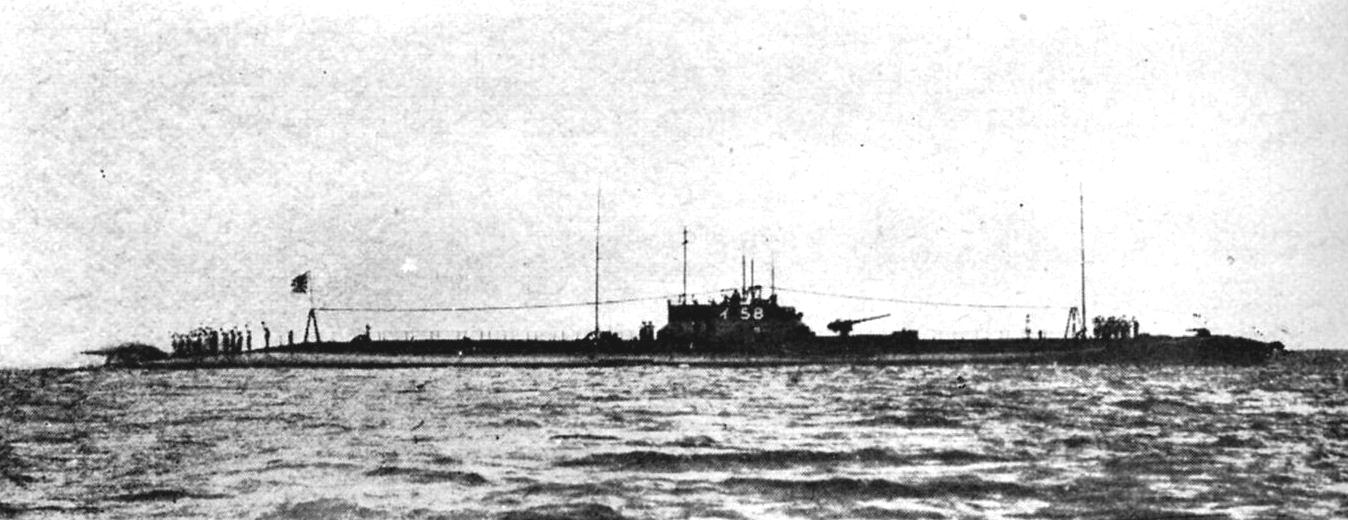
Il sottomarino giapponese I-58, responsabile dell'affondamento dell'incrociatore Indianapolis

La nave, comandata dal capitano Charles Butler McVay III, aveva trasportato da Pearl Harbor a Tinian l'involucro e la carica di uranio della prima bomba atomica, insieme con due scienziati impersonanti dei tecnici dell'esercito, in quella che era stata definita Operazione Bronx Shipment; il meccanismo di innesco era stato immerso in un contenitore foderato di piombo e imbullonato all'hangar dell'idrovolante, mentre l'uranio-235 era stato posto in un analogo contenitore e conservato nella cabina normalmente riservata a un eventuale ammiraglio a bordo; la nave traversò da San Francisco a Pearl Harbor a una velocità media molto elevata di 29 nodi in un tempo record di 74,5 ore, proseguendo poi per Tinian. Consegnata la bomba ripartì dal porto in direzione di Leyte nelle Filippine per unirsi alla task force 95.7 dell'ammiraglio McCormick, senza alcuna scorta nonostante il rischio di un attacco subacqueo fosse riportato ancora come non lieve. Lungo la rotta prescelta tra le tre possibili, chiamata in codice "Peddie", era in agguato il sommergibile giapponese I-58, con a bordo anche dei siluri umani Kaiten (siluri con un membro di equipaggio che doveva compiere un attacco suicida). La nave procedeva alla velocità di 17 nodi e senza zigzagare, in quanto gli ordini erano di "zigzagare a discrezione in base anche alle condizioni meteo", e non veniva richiesto di mantenere una elevata velocità. Il comandante giapponese Mochitsura Hashimoto non era entusiasta dei Kaiten e scelse siluri convenzionali, lanciandone una salva,  il 30 luglio 1945 alle ore 00:14. Due centrarono la fiancata dell'Indianapolis causando l'interruzione dell'energia elettrica e l'allagamento della nave che incominciò a sbandare. Nonostante tutto, il segnale di soccorso fu inviato, ma tre stazioni riceventi lo ignorarono, una perché il capostazione era ubriaco, un'altra perché il comandante aveva ordinato ai suoi uomini di non disturbarlo e la terza perché il segnale fu classificato come un falso inviato dai giapponesi.
Il mancato arrivo dell'unità al 31 luglio fu ignorato per due giorni dal controllo traffico di Leyte. Nel frattempo i circa 900 che erano riusciti ad abbandonare la nave, su 1 196 uomini di equipaggio, avevano incominciato la loro lotta per la sopravvivenza contro la mancanza di giubbetti di salvataggio, la disidratazione, che ne fece impazzire molti e gli attacchi degli squali. Nelle prime ore del 31 luglio furono lanciati razzi di segnalazione, visti da un C-54 da trasporto dell'Army Air Corps in rotta da Manila a Guam, e classificati dal comandante Richard G. Le Francis come una "battaglia navale", ma la segnalazione fu ignorata dai suoi superiori che gli risposero di "non preoccuparsi perché era un problema della marina".
Dopo l'abbandono della nave, molti membri dell'equipaggio sotto la guida degli ufficiali e dei sottufficiali presenti avevano organizzato in più gruppi i battellini di salvataggio e i relitti galleggianti per darsi aiuto reciproco, e molti feriti vennero raccolti. Le razioni di emergenza e le riserve d'acqua, dove presenti, vennero distribuite all'inizio in modo controllato e razionato. Gli effetti della disidratazione portarono molti uomini a impazzire e ad allontanarsi a nuoto dai battelli, verso la morte per annegamento o per gli attacchi degli squali. Alcuni di un gruppo si immersero vaneggiando di aver trovato una cisterna di acqua potabile e contagiando altri con una isteria collettiva e molti trovarono la morte immergendosi in seguito a questa situazione.
A rendere ancora più tragica la vicenda si deve aggiungere il fatto che, nel disperato tentativo di rallentare l'affondamento dell'unità, si decise di chiudere alcuni boccaporti interni alla nave per rallentare il flusso dell'acqua da un compartimento all'altro; dato che non c'era molto tempo a disposizione non tutti i marinai fecero in tempo a evacuare i locali, che furono sigillati; alcuni uomini vennero così sacrificati volontariamente dai loro compagni che avevano chiuso i boccaporti.
I naufraghi vennero ignorati fin quando un velivolo Lockheed B-34 Ventura della squadriglia VPB-152 della US Navy, comandato dal tenente Wilbur C. Gwinn, in normale volo di pattugliamento alle ore 10:25 del 2 agosto notò delle chiazze di nafta e, mentre si accingeva a un attacco con bombe di profondità verso un presunto sottomarino, vide i superstiti. A quel punto abortì l'attacco e lanciò delle zattere gonfiabili dotate di boe sonar, che i naufraghi non furono però in grado di azionare, e trasmettendo subito alla base di Peleliu un rapporto di avvistamento. Un idrovolante PBY Catalina del VPB-23 del comandante Adrian Marks, con nominativo di chiamata Playmate 2, venne caricato di materiale di soccorso e inviato alla ricerca dei superstiti, poiché si riteneva che i circa trenta uomini che erano stati avvistati inizialmente potessero appartenere all'equipaggio di una nave affondata. Nel frattempo le stime del comandante Gwinn a seguito di una ricerca più accurata erano salite a 150 naufraghi. A questo punto la segnalazione aveva raggiunto anche il comando avanzato delle Filippine, che chiese informazioni sulle eventuali unità disperse al centro di controllo traffico a Leyte; la risposta fu che tre navi erano in ritardo, e una di esse era l'Indianapolis. Anche l'ammiraglio McCormick rispose che la nave non aveva raggiunto direttamente il suo task group. Pur non essendoci ancora la certezza dell'identificazione della nave, vennero ordinate ricerche a vasto raggio e sette unità navali incominciarono a pattugliare l'area.
L'idrovolante comandato da Marks sorvolò lungo il percorso il cacciatorpediniere Cecil J. Doyle (DE-368), che venne allertato e si diresse autonomamente per decisione del proprio comandante verso il luogo del rilevamento; Marks, dopo aver lanciato le zattere di salvataggio, decise di ammarare per fornire rifugio al maggior numero possibile di naufraghi (alla fine saranno 56). In questo modo danneggiò irreparabilmente il velivolo, ma riuscì a far salire diverse decine di uomini nella carlinga e sulle ali, oltre che a raccogliere i battelli attorno all'aereo. Quando la USS Doyle raggiunse in piena notte il luogo del rilevamento, si fermò a distanza di sicurezza per non rischiare la vita degli uomini in mare e accese il proprio proiettore, rendendosi identificabile e mettendosi in pericolo per poter dare un riferimento ai naufraghi, molti dei quali si resero conto in questo modo dell'arrivo dei soccorsi. Un gruppo di altre unità venne immediatamente inviato da Ulithi sul luogo, tra cui i cacciatorpediniere Ralph Talbot (DD-390), Helm (DD-388) e Madison (DD-425), cui poi si aggiunsero il caccia di scorta USS Dufilho (DE-423), i trasporti veloci (ex cacciatorpediniere di scorta riclassificati) USS Bassett (APD-73) e (il 3 agosto) USS Ringness (APD-100) dalle Filippine.

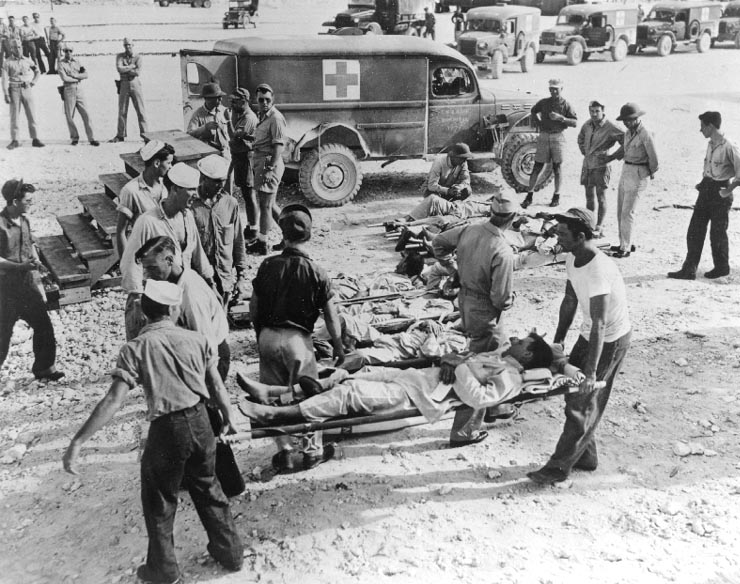
Superstiti dell'incrociatore Indianapolis a Guam, nell'agosto 1945

La ricerca proseguì fino all'8 agosto, ma dei marinai che avevano abbandonato la nave, solo 316 su 1 196 vennero recuperati; 154 dalla USS Bassett in quattro ore di ricerca e 39 dalla Ringness, 24 dalla Ralph Talbot, mentre la Dufilho dopo aver recuperato un superstite rilevò un forte contatto sonar a circa 800 m e si dedicò alla caccia antisommergibile e poi alla vigilanza mentre le altre navi procedevano col recupero. Tra i superstiti vi fu anche il comandante Charles Butler McVay III, figlio dell'ammiraglio McVay; quest'ultimo aveva un pessimo rapporto col figlio e non lo supportò mai, né durante le differenti fasi del processo, né dopo. Nel novembre del 1945, McVay venne sottoposto a corte marziale, unico tra i 700 comandanti di navi statunitensi affondate durante il conflitto, e giudicato colpevole di aver "messo a rischio la nave rinunciando a zigzagare". In realtà, il comandante giapponese testimoniò dopo la guerra che la cosa non avrebbe fatto alcuna differenza. Inoltre, fatto che venne tenuto segreto fino al 1990, le intercettazioni Ultra avevano rivelato la presenza di un sottomarino operante con certezza nell'area.
Altre prove esistevano comunque a discarico del capitano:
- L'Indianapolis fu l'unica unità maggiore inviata da Guam alle Filippine senza una scorta, sebbene il capitano avesse fatto esplicita richiesta in tal senso[40].
- Il comandante McVay non venne informato del fatto che il caccia di scorta Underhill fosse stato affondato 24 ore prima della partenza da Guam.[41].
- L'ufficiale addetto al traffico a Guam, pur cosciente dei rischi lungo la rotta, stabilì che una scorta non era necessaria, e successivamente al processo testimoniò che il rischio di attacchi da parte di sottomarini per la nave era "molto piccolo"[42].

Alla fine, l'ammiraglio Chester Nimitz annullò la sentenza e prosciolse McVay rimettendolo in servizio attivo. Sebbene molti superstiti non attribuissero alcuna responsabilità al capitano, molti dei familiari lo fecero, montando un clima di linciaggio morale che alla fine portò al suicidio di McVay col revolver di ordinanza nel novembre 1968.
Nell'ottobre 2000 il Congresso degli Stati Uniti pose fine alla questione approvando una risoluzione secondo la quale sullo stato di servizio del capitano McVay dovesse essere riportato che "egli era prosciolto dalle accuse per la perdita dell'Indianapolis". Il presidente Bill Clinton stesso firmò la risoluzione.

## Comandanti
Lista di comandanti dell'USS Indianapolis e relativa data di assunzione del comando:
1. Capitano John Morris Smeallie: 15 novembre 1932;
2. Capitano William S. McClintic: 10 dicembre 1934;
3. Capitano Henry Kent Hewitt: 16 marzo 1936;
4. Capitano Thomas Cassin Kinkaid: 5 giugno 1937;
5. Capitano John Franklin Shafroth Jr.: 1 luglio 1938;
6. Capitano Edward William Hanson: 1941;
7. Capitano Morton Lyndholm Deyo: 11 luglio 1942;
8. Capitano Nicholas Vytlacil: 12 gennaio 1943;
9. Capitano Einar Reynolds Johnson: 30 luglio 1943;
10. Capitano Charles Butler McVay III: 18 luglio 1944;

## Il relitto
L'esatta posizione del relitto era precedentemente sconosciuta. Nel periodo di luglio-agosto 2001, una spedizione scientifica ha cercato di trovarlo tramite l'uso di sonar a visione laterale e videocamere subacquee montate su un ROV. Quattro sopravvissuti hanno accompagnato questa spedizione, che non ha avuto successo. Una seconda spedizione è stata organizzata nel giugno del 2005. Essa è stata seguita da National Geographic che ha messo in onda il materiale raccolto in luglio. Nell'ambito della seconda missione, sono stati lanciati dei sommergibili alla ricerca di tracce del relitto. Gli unici ritrovamenti attribuibili con certezza alla Indianapolis comunque, consistevano di diversi grossi pezzi di metallo rinvenuti nella posizione in cui dovrebbe essere affondato l'incrociatore. Il programma di National Geographic al riguardo è stato chiamato Finding of the USS Indianapolis.
Molti ritengono e hanno dichiarato che il ritrovamento del relitto sarebbe stato impossibile. La nave trasportava discreti quantitativi di esplosivo e i rapporti dichiarano che durante l'affondamento si era incendiata. Molti ipotizzano che sia esplosa non appena discesa al di sotto della superficie dell'oceano. Oltretutto, il braccio di mare della battaglia è uno dei più profondi del mondo. La spedizione del 2005 non ha rinvenuto alcun pezzo considerevole della nave, nessuna parte della tuga, delle torrette, o dello scafo. Tutto ciò non ha comunque scoraggiato i cacciatori di relitti che progettano ancora la ricerca di una delle navi più famose della seconda guerra mondiale.
Il 20 agosto 2017 il cofondatore di Microsoft Paul Allen, facente parte con la sua nave Petrel di una spedizione atta alla ricerca dell'USS Indianapolis, ha dichiarato di aver localizzato la nave nel Nord dell'Oceano Pacifico a 5500 metri di profondità. Ma come ha dichiarato il capitano William J. Toti, il punto esatto rimarrà segreto.

## Il memoriale
L'USS Indianapolis National Memorial è stato dedicato all'incrociatore il 2 agosto 1995, ed è stato posto su Canal Walk a Indianapolis. La campana di bordo e una bandiera dell'inaugurazione sono conservate nell'Heslar Naval Armory, già Indianapolis Naval Reserve Armory, attualmente sede di diverse istituzioni militari della US Navy, tra le quali la United States Naval Sea Cadet Corps Cruiser Indianapolis (CA 35) Division, scuola militare intitolata all'incrociatore.
Materiale legato alla Indianapolis è conservato anche dall'Indiana State Museum.
Lo Swim Training Center presso lo United States Navy Recruit Training Command si chiama USS Indianapolis.

## Museo
Lo USS Indianapolis Museum è stato inaugurato il 7 luglio 2007 con una galleria presso l'Indiana World War Memorial Plaza a Indianapolis.

## Nella cultura di massa
- L'incidente dell'Indianapolis è citato in diversi film e film TV, il più famoso dei quali è la pellicola di Steven Spielberg Lo squalo, in cui il pescatore Quint, interpretato da Robert Shaw, ricorda come, durante la guerra, molti dei marinai finiti in mare fossero morti per gli attacchi degli squali[54].

(da Lo squalo)
- Nel 1978, gli eventi riguardanti la corte marziale di McVay sono stati ricordati ne The Failure to Zigzag del drammaturgo John B. Ferzacca.
- L'attore Stacy Keach ha interpretato McVay nel film TV del 1991 Mission of the Shark: The Saga of the U.S.S. Indianapolis basata sul dramma di Ferzacca, che ha raccontato l'esperienza dei marinai della Indianapolis nel loro ultimo viaggio.
- Il libro di Thomas Fleming del 1987 Time and Tide è un racconto ambientato durante la seconda guerra mondiale e basato tra l'altro sulla storia dell'Indianapolis. La storia della nave, chiamata Jefferson City nel libro, segue la realtà, descrivendo le azioni presso le Isole Aleutine, il trasporto della prima bomba atomica e l'affondamento. La trama è incentrata sulla storia della USS Chicago durante la battaglia dell'isola di Savo. I protagonisti sono realmente esistiti, come gli ammiragli Spruance, King e Turner.
- Jack Chalker ha descritto l'affondamento dell'Indianapolis nel suo racconto del 1979 The Devil's Voyage.
- L'affondamento dell'Indianapolis, la tragedia dei sopravvissuti e le operazioni di recupero sono raccontate nel libro In Harm's Way: The Sinking of the U.S.S. Indianapolis and the Extraordinary Story of Its Survivors di Doug Stanton, pubblicato per la prima volta nel 2001 (in italiano: Il comandante e gli squali, ed. Longanesi). Il sopravvissuto Edgar Harrell ha raccontato la sua esperienza nell'opera del 2005 Out of the Depths, scritta a quattro mani con il figlio David Harrell. Racconti precedenti della tragedia sono All the Drowned Sailors di Raymond Lech e Abandon Ship! The Saga of the U.S.S. Indianapolis, the Navy's Greatest Sea Disaster di Richard F. Newcomb, pubblicato una prima volta nel 1958 e ripubblicato nel 2001 (in italiano: Abbandonate la nave!, edizioni Corbaccio).
- L'affondamento e gli eventi che lo hanno preceduto, il processo a McVay e molte storie di sopravvissuti sono documentati dal libro Left for Dead di Pete Nelson del 2002. Il libro contiene estratti delle interviste organizzate dall'allora undicenne Hunter Scott che ottenne successivamente riconoscimenti a livello nazionale.
- Il 29 luglio 2007, Discovery Channel ha messo in onda Ocean of Fear, documentario sull'affondamento della Indianapolis, come primo speciale per il ventesimo anniversario dall'inizio del programma Shark Week Richard Dreyfuss. Alcuni marinai sopravvissuti hanno assistito a una proiezione speciale organizzata a New York il 18 luglio 2007. In base ai racconti dell'equipaggio, la maggior parte delle morti fu dovuta a spossatezza, esposizione agli elementi, ingerimento di acqua salata, e non attacchi di squalo. L'episodio rappresenta comunque uno dei più vasti attacchi di squalo a esseri umani della storia.
- Nell'agosto del 2007, la PBS mandò in onda un episodio di History Detectives in cui il conduttore andava alla ricerca di reperti conservati da un membro dell'equipaggio che era disperso quando la nave affondò. Il sito dello show contiene un'intervista di dieci minuti con il sopravvissuto L.D. Cox.[55]
- Alberto Angela fa riferimento all'affondamento dell'USS Indianapolis durante la puntata doppia di Ulisse - Il piacere della scoperta intitolata Hiroshima: il giorno della bomba, andata in onda il 27 e 28 maggio 2005: nel programma si parla dell'affondamento della nave, del destino di molti naufraghi e della fine del capitano.
- Un film intitolato Indianapolis era previsto per il 2009. Nell'aprile 2016 è stato presentato USS Indianapolis (USS Indianapolis: Men of Courage), di Mario Van Peebles, con Nicolas Cage e Tom Sizemore.

### Testi
- (EN) James Charles Fahey, The Ships and Aircraft of the U.S. Fleet, 7ª ed., Naval Institute Press, 1980, ISBN 0-87021-646-5.
- (EN) David Harrell, Out of the Depths, dal racconto del sopravvissuto Edgar Harrell, Out of the Depths, 2005, ISBN 1-59781-166-1.
- Dan Kurzman, Viaggio fatale, traduzione di Roberto Agostini, prima edizione, Piemme, 2001,  p. 384, ISBN 88-384-6907-5.
- George Carrol Dyer, The Amphibians Came to Conquer - The Story of Admiral Richmond Kelly Turner, Washington, DC, Superintendent of Documents, U.S. Government Printing Office, 1969.
- (EN) Raymond B. Lech, All the drowned sailors, Stein and Day, 1982, ISBN 0-8128-2881-X.
- Richard F. Newcomb, Abbandonate la nave!, Corbaccio, 2001, ISBN 88-7972-480-0.
- Cesare Salmaggi, Alfredo Pallavisini, La seconda guerra mondiale: cronologia illustrata di 2194 giorni di guerra, 6ª ed., Mondadori, 2000, ISBN 88-04-47882-9.
- Holland M. Smith, Percy Finch, Coral and Brass, U.S. Marine Corps, 1989.
- Doug Stanton, Il comandante e gli squali, Longanesi, 2003.

### Siti internet
- (EN) US Naval Historical Center DANFS Site (Dictionary of American Naval Fighting Ships), su history.navy.mil. URL consultato il 6 giugno 2009 (archiviato dall'url originale il 30 gennaio 2006).

### Pubblicazioni
- (EN) Marks, R. Adrian, America was Well Represented, in United States Naval Institute Proceedings, aprile 1981.